# アブホーセン
アブホーセン(Abhorsen)とは、ガース・ニクス著のファンタジー小説『古王国記』シリーズに登場する架空の称号である。

## 概要
チャーター聖賢を成す一族の一つで、古王国の死と生の均衡を保っている。七つのハンドベルとチャーター魔術を操り、ネクロマンサーや死霊などを冥界に追いやり、永遠の死をもたらすことを務めとしている。容姿は色白で黒い髪をしている。シンボルは銀の鍵。

## 歴代のアブホーセン
53人の歴代アブホーセンが存在していて、その内の数人が名前が明かされている。
- キャリエル(Kalliel)－第12代アブホーセン。モゲットを閉じ込めて、アブホーセンの館の下に井戸を掘った。モゲット曰く「信用ならないやつ」だったらしい。第3巻でライラエル達により井戸の底で骨とハンドベルの残骸が発見された。
- ジェリザエル(Jerizael)－第48代アブホーセン。モゲットにたとえ見習いであってもアブホーセンの前では、許可なく小人の姿になる事を禁じた。
- ターシエル(Terciel)－第52代アブホーセン。サブリエルの父親。
- サブリエル(Sabriel)－第53代アブホーセン。

仮面のクロールが、かつてアブホーセンであったことをにおわせる発言が第3巻でモゲットによってされている。